# Mīnāvand
Mīnāvand (persiska: میناوند) är en ort i Iran.   Den ligger i provinsen Alborz, i den norra delen av landet, 80 km nordväst om huvudstaden Teheran. Mīnāvand ligger 2 257 meter över havet och antalet invånare är 345.
Terrängen runt Mīnāvand är huvudsakligen kuperad, men söderut är den bergig.Runt Mīnāvand är det ganska tätbefolkat, med 86 invånare per kvadratkilometer. Närmaste större samhälle är Abyek, 19,8 km väster om Mīnāvand. Trakten runt Mīnāvand består i huvudsak av gräsmarker.